# Hans Zimmermann (Karnevalist)
Hans Zimmermann (* 16. Oktober 1920; † 10. Dezember 1994) wurde an der Seite von Hans Süper als Colonia Duett bekannt, das in dieser Besetzung von 1974 bis 1990 bestand.

## Leben

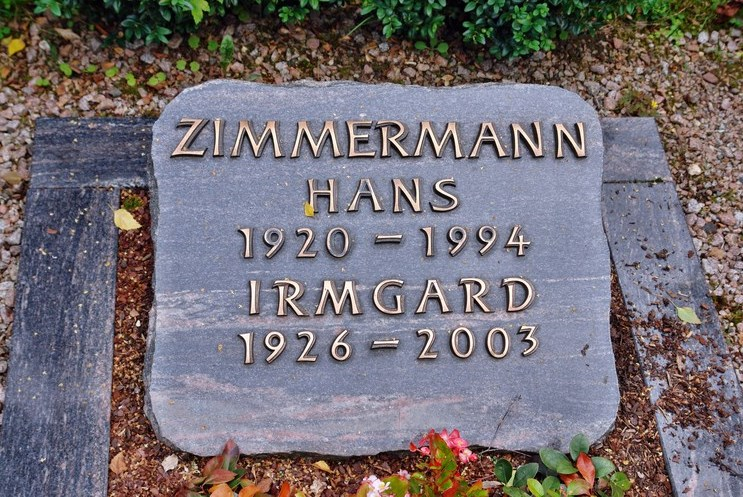
Grab auf dem Friedhof Pesch

In den 1950er Jahren trat Hans Zimmermann zunächst zusammen mit seiner jüngeren Schwester Grete (1932–2022) als singende Geschwister Zimmermann im Kölner Karneval auf. Grete Zimmermann-Schmaglowski spielte später ab 1961 im Kölner Hänneschen-Theater fast 40 Jahre lang die Rolle der „Marizebell“.
Bei seinen Auftritten im Colonia Duett hatte Zimmermann stets seine Gitarre dabei und wurde von seinem Partner Süper wiederholt als „Ei“ bezeichnet, was sich ursprünglich auf dessen kahler werdenden Kopf bezog. Das Glatzenproblem war auch Teil eines Auftrittes. Charakteristisch für die Auftritte als „Zimmermän“ waren die teilweise recht derben Witze, die meistens auf seine Kosten gingen. Seine Auftritte im Kölner Karneval bestanden aus einer Abwechslung von gemeinsamen Liedern und den dargebotenen Doppelconférencen mit Hans Süper.
Hans Zimmermann starb im Dezember 1994 im Alter von 74 Jahren an Krebs.
Seine Grabstätte befindet sich auf dem Friedhof in Köln-Pesch (Grabnummer 376 D).